# Childerich I.

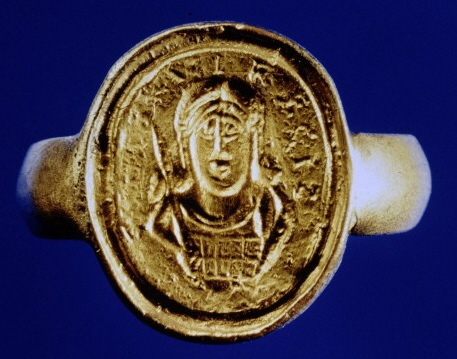
Kopie eines verschollenen Siegelrings mit dem Bildnis Childerichs und Aufschrift CHILDIRICI REGIS („[Besitz] des rex Childerich“)

Childerich I. († 481 oder 482), auch Childerich von Tournai genannt, war der erste historisch nachweisbare fränkische Kleinkönig bzw. rex aus dem Geschlecht der Merowinger. Er errichtete in den 460er und 470er Jahren sein Herrschaftsgebiet im Nordosten Galliens, während die weströmische Verwaltungsordnung dort allmählich zusammenbrach. Er legte den Grundstein für den Aufstieg des späteren Frankenreichs unter seinem Sohn und Nachfolger Chlodwig I. Childerich ist mit reichen Beigaben in einem Grab in Tournai bestattet worden, das 1653 entdeckt wurde.

## Leben

### Ausgangslage und Anfänge
Childerichs Leben und Herrschaft lassen sich aufgrund der problematischen Quellenlage nur in Grundzügen rekonstruieren. Mehrere Punkte sind unklar oder umstritten, darunter sein angebliches „Exil“, der rechtliche Rahmen seiner Macht (war er bereits ein regelrechter König oder eher Warlord?) und sein Verhältnis zu den letzten weströmischen Befehlshabern in Gallien.

Ungefähres Gebiet der Salfranken in der Belgica Secunda zur Zeit Childerichs
Rheinfranken
Alemannen

Die politische Situation in Gallien war in den 60er Jahren des 5. Jahrhunderts verworren: Die weströmische Zentralregierung hatte im Verlauf der letzten Jahre die Kontrolle über weite Teile des Reiches verloren und konnte nur noch im Süden Galliens bedingt eingreifen. Das Machtvakuum füllten die Anführer der foederati (mit Rom verbündete Kriegergruppen unter eigenen Befehlshabern). Im südwestlichen Gallien saßen die Westgoten, im Südosten die Burgunden. Im Norden Galliens, welcher der Kontrolle Westroms immer mehr entglitt, hatte der römische Heermeister Aegidius, nachdem er sich mit der von Ricimer geführten weströmischen Regierung in Ravenna überworfen hatte, 462/63 einen eigenen Herrschaftsbereich im Raum um Soissons etabliert. Aegidius handelte nun faktisch als ein spätrömischer Warlord, der von den zeitgenössischen Umständen profitierte und aus dem zerfallenen weströmischen Reich einen Teil nun für sich beanspruchte. Im Nordosten Galliens sowie am Rhein weiteten außerdem die Franken ihren Machtbereich aus. Childerich führte zu diesem Zeitpunkt offenbar Teile der Salfranken, eines fränkischen Verbandes westlich des Rheins, der in der ausgehenden Spätantike als römische foederati in Gallien diente. Die Salfranken nutzten den Zusammenbruch der römischen Macht in Gallien aus und expandierten. Mehrere römische civitates wurden eingenommen und bildeten fränkische Herrschaftszentren.
Childerich ist als salfränkischer Herrscher erstmals sicher im Jahr 463 belegt. Nach dem erst um 727 entstandenen Liber Historiae Francorum soll er 24 Jahre geherrscht haben und hätte demnach seit 457/58 seinen Verband geführt, doch ist diese Angabe nicht sehr zuverlässig. Er soll der Sohn und Nachfolger Merowechs gewesen sein, eines fränkischen Anführers in der Gegend der Stadt Tournai, die früh an die Franken gefallen zu sein scheint. Childerichs Frau Basena (Basina) war thüringischer Herkunft; die Erzählungen zu ihrer Ehe mit Childerich weisen allerdings sagenhafte Züge auf. Mit ihr hatte Childerich jedenfalls einen Sohn, Chlodwig († 511), und drei Töchter: Audofleda († nach 526), Albofleda und Lantechilde.
Über Childerichs Leben vor 463 ist faktisch nichts bekannt. In der Fredegar-Chronik (7. Jahrhundert) findet sich eine kurze Erzählung, wonach er und seine Mutter von Hunnen entführt und später wieder befreit wurden, doch ist die Glaubwürdigkeit dieser Angabe umstritten.

### Absetzung und Exil
Der Geschichtsschreiber Gregor von Tours berichtet, Childerich sei während seiner Herrschaftszeit von den föderierten Franken abgesetzt, später aber wieder eingesetzt worden. Nach Gregors Angaben hat sich dieses Ereignis folgendermaßen abgespielt: Childerich gab sich der Unzucht hin und missbrauchte Töchter der Franken. Daraufhin wurde er von den Franken entmachtet. Als er erfuhr, dass sie ihm deswegen sogar nach dem Leben trachteten, floh er nach Thüringen. Die Franken erhoben darauf den römischen Heermeister Aegidius zu ihrem rex. Aegidius führte sie acht Jahre lang. Dann wurde Childerich aus seinem thüringischen Exil zurückgerufen und wieder eingesetzt. Später kam aus Thüringen Basena zu ihm, die Gattin des Thüringerkönigs, die er dort kennengelernt hatte. Sie verließ ihren Mann, um sich mit Childerich zu verbinden. Als Begründung bezog sie sich Gregor zufolge auf Childerichs angeblich besondere Fähigkeiten:
„Ich kenne deine Tüchtigkeit und weiß, daß du sehr tapfer bist, deshalb bin ich gekommen, bei dir zu wohnen. Denn wisse, hätte ich jenseits des Meeres einen Mann gekannt, der tüchtiger wäre als du, ich würde gewiß danach getrachtet haben, mit ihm zusammen zu wohnen.“
Die Erzählung Gregors bezüglich Childerichs Exil zeigt offensichtliche sagenhafte Züge, doch geht die Forschung oft davon aus, dass sie einen historischen Kern hat, der in Gregors Version allerdings entstellt wurde. Worin dieser besteht, ist umstritten. Es ist wahrscheinlich, dass Basena tatsächlich aus Thüringen stammte und vielleicht sogar königlicher Herkunft war. Sie war aber vor ihrer Verbindung mit Childerich kaum die Ehefrau des Thüringerkönigs Bisinus gewesen, der um 500 herrschte und mit einer Langobardin namens Menia verheiratet war. Vermutlich liegt bei Gregor schlicht eine Verwechselung vor. Eine zeitweilige Anwesenheit Childerichs am Thüringerhof im rechtsrheinischen Raum und somit eine relativ enge Verbindung ist auch ohne eine Verbannung möglich. In der Forschung umstritten ist Gregors Angabe zur Verortung der Thüringer in Childerichs Zeit und dass dessen Sohn und Nachfolger Chlodwig I. (um 492) die Thoringi bekriegt und unterworfen haben soll, deren mögliches westrheinisches Reich bis dahin weitgehend autonom bestanden habe und nicht mit dem mitteldeutschen Thüringerreich zu verwechseln sei.
Problematisch erscheint zudem die Rolle des Römers Aegidius als rex der Franken. Der Vorgang ist verfassungsgeschichtlich von Bedeutung. Es stellt sich die Frage, ob es im 5. Jahrhundert möglich war, dass die Franken ihren Anführer bzw. König in Ausübung eines Widerstandsrechts absetzten, damit auch die Dynastie verließen und sich einer fremdstämmigen Person unterstellten. Die Antwort, die man gibt, hängt unmittelbar davon ab, wie man die Stellung Childerichs begreift: War er bereits wie die späteren Merowinger ein regelrechter König, der dynastisch legitimiert war (wie vor allem die ältere Forschung annahm), oder lediglich der gewählte Anführer eines Kriegerverbandes? Unter anderem wurden folgende Deutungen vorgeschlagen:
- Eduard Hubrich und Reinhard Schneider meinten, die Absetzung Childerichs zeige, dass das Wahlrecht der freien Franken damals einen höheren Rang hatte als der Anspruch des merowingischen Königsgeschlechts auf die Herrschaft. Die Wahl des Römers zum König sei möglich gewesen, denn auch die Ostgoten hätten noch 540 beabsichtigt, einen Römer, den oströmischen Heermeister Belisar, zu ihrem Herrscher zu erheben (was andere Forscher allerdings bezweifeln). Somit sei Aegidius tatsächlich Frankenkönig gewesen.[15]
- Heike Grahn-Hoek meinte, dass die Franken Childerich zwar absetzten, aber nicht die Dynastie verließen, sondern sich nur militärisch dem Römer Aegidius unterstellten und in der Zeit bis zu Childerichs Rückkehr königslos blieben. Immerhin konnten sie (d. h. das Volk, nicht eine Adelsschicht) nach ihrem Willen einen König absetzen und wieder einsetzen, wobei nur seine Tauglichkeit bzw. Untauglichkeit das Kriterium war.[16]
- Eugen Ewig hielt die Exilierung Childerichs für unhistorisch; er meinte, die Legende knüpfe nur an den Umstand an, dass die Salfranken als foederati zeitweilig dem Oberbefehl des Aegidius unterstanden.[17] Ewig widersprach einer Datierung von Childerichs Flucht noch insoweit als nicht Childerichs Exil, wohl aber die Amtszeit des Aegidius sich auf acht Jahre belief.[18]
- Konrad Bund hielt die Absetzung und das Exil des Königs Childerichs für historisch, meint aber, dass das angegebene Motiv (Unzucht) eine legendenhafte Ausschmückung und der tatsächliche Hintergrund politisch war.[19]
- David Frye ging unter Hinweis auf Herwig Wolfram von Childerichs Franken als ein „sozial bewegliches“ kriegerisches Volk aus, für deren auch selbst bestimmbares Oberhaupt die gleiche ethnische Zugehörigkeit nicht ausschlaggebend gewesen sein soll. Vielmehr, so Frye, beruhte die Erhebung des Aegidius zu ihrem König auf das Verdrängungs- und Herrscherpotenzial dieses Warlords.[20]
- Guy Halsall nahm an, der Bericht sei so zu verstehen, dass der Merowinger Childerich in seiner Funktion als Befehlshaber der weströmischen Truppen in Nordgallien, die zu großen Teilen aus Franken bestanden hätten, zeitweilig durch seinen Rivalen, den magister militum Aegidius, verdrängt worden sei. Der Ausdruck rex bezeichnete in der Völkerwanderungszeit nicht nur einen regelrechten „König“, sondern auch Militärführer, die von ihren Truppen selbst gewählt worden waren. Es sei also, so Halsall, gar nicht um das Königtum über die Franken (die damals noch gar nicht unter einem einzigen Monarchen vereint waren), sondern vielmehr um die Kontrolle der verbliebenen kaiserlichen Armee im Raum von Soissons gegangen. Gregor von Tours, der bereits an die fränkische Monarchie gewöhnt war, habe dies später nicht mehr verstanden und daher das, was seine Quellen berichteten, anachronistisch umgestaltet.[21]
- Matthias Becher verwies auf das Bündnis zwischen Childerich und Aegidius (wenn es denn in der Form wirklich bestanden hat, siehe unten); dies oder die Anwesenheit ehemaliger Truppen des Aegidius in Childerichs Heer sei ein möglicher realer Kern der Geschichte. Ebenso könne Aegidius einige Zeit einen ungewöhnlich starken Einfluss auf die fränkischen Foederaten ausgeübt haben.[22]
- Sebastian Scholz schloss sich der Auffassung von Alexander Demandt an, dass „wenn germanische Könige römische Heermeister werden konnten, man auch mit der Möglichkeit rechnen sollte, dass ein römischer Heermeister König bei den Franken wurde“.[23]
- Ähnlich wie Demandt und Scholz hat Mischa Meier in seiner umfassenden Darstellung der Völkerwanderungszeit argumentiert: Es kann demnach nicht ausgeschlossen werden, dass Aegidius, der zumindest fränkische Kontingente kommandiert haben mag, seine Autorität nicht nur aus seinem römischen Amtstitel bezog, sondern sich auch als rex titulieren ließ. In diesem Sinne konnte ein „barbarischer“ Heerführer zu einer römischen Amtsperson aufsteigen (wie dem Heermeisteramt), ebenso aber ein römischer Warlord zum Anführer eines weitgehend nicht-römischen Kriegerverbands werden.[24]

### Verhältnis zu den Gallorömern
Childerich fungierte in der Endphase des römischen Galliens anscheinend als Verwalter (administrator) der römischen Provinz Belgica Secunda, wo er auch militärischer Befehlshaber (dux) war. In einem späteren Brief des gallorömischen Bischofs Remigius von Reims an Childerichs Sohn und Nachfolger Chlodwig wird dieser jedenfalls entsprechend angeredet:
„Es ist zu uns die laute Kunde gelangt, daß Du die Verwaltung der Belgica secunda übernommen hast. Es ist nicht überraschend, daß Du so zu sein beginnst, wie Deine Vorfahren immer gewesen sind.“
Im Einzelfall ist aber nicht immer klar, ob Childerich als römischer Befehlshaber oder als fränkischer Anführer bzw. König agierte; sehr wahrscheinlich verschmolzen beide Rollen zunehmend, zumal eine solche Doppelrolle nicht untypisch für die Foederatenführer jener Zeit war (siehe auch Gundioch). Letztendlich entscheidend waren ohnehin nicht die formalen Befugnisse, sondern die realen Machtverhältnisse und somit Childerichs militärische Ressourcen. Obwohl Childerich kein Christ war, deutet der Brief des Remigius auf gute Kontakte zur gallorömischen Führungsschicht und Geistlichkeit in dieser Region hin.
In den meisten modernen Darstellungen wird die enge Zusammenarbeit Childerichs mit den letzten römischen bzw. gallorömischen Befehlshabern in Nordgallien betont, doch beruht diese Annahme auf einer durchaus anfechtbaren Interpretation der relativ wenigen Quellenzeugnisse. 463 kämpfte Childerich siegreich gegen die Westgoten bei Orléans. Vielleicht geschah dies unter dem Kommando des Heermeisters Aegidius, allerdings ist es ebenfalls möglich, dass Aegidius und Childerich damals Gegner waren und nicht, wie zumeist vermutet, enge Verbündete. Falls beide doch Gegner oder zumindest Rivalen waren, so ist überdies unklar, ob Childerich Aegidius auf eigene Rechnung oder im Namen der weströmischen Regierung bekämpfte. Aegidius starb aber bereits 464/65 und in der Folgezeit gewann Childerich wohl neuen Handlungsspielraum.
Wohl im Jahr 469 konnte ein zweiter Vorstoß der Westgoten von römischen Truppen und Franken unter dem Kommando des ansonsten unbekannten comes Paulus gestoppt werden. Bei der Entsetzung der Stadt Angers, die von sächsischen Plünderern unter Adovacrius angegriffen wurde, fiel Paulus; Childerich konnte anschließend die Stadt einnehmen:
„Danach griff Paulus, der römische Befehlshaber, mit den Römern und Franken die Goten an und machte reiche Beute. Als aber Adovacrius nach Angers kam, erschien am Tage darauf auch König Childerich und gewann, nachdem Paulus getötet war, die Stadt. An jenem Tag ging das Kirchenhaus in Flammen auf.“
Es muss hierbei erneut offenbleiben, ob Childerich zuvor Paulus (vielleicht ein Nachfolger des Aegidius, doch ist dies nicht zu beweisen) unterstellt bzw. verbündet war, was oft angenommen wird, oder ob der Franke auf eigene Rechnung agierte. Die gängige Vorstellung, Childerich sei ein enger Verbündeter der Gallorömer gewesen, beruht vor allem auf der Interpretation, er habe in der Schlacht von Orléans 463 zusammen mit Aegidius gekämpft, was aufgrund unterschiedlicher Quellenaussagen aber nicht eindeutig feststellbar ist. Denn keine Quellenaussage belegt die Kooperation zwischen Aegidius und Childerich direkt. Ebenso ist aufgrund der dünnen Quellenlage das Verhältnis zu dem Sohn des Aegidius, Syagrius, unklar. Möglicherweise hat Childerich ihn unterstützt, eventuell bestanden aber auch bereits Spannungen zwischen den Salfranken und dem gallorömischen Sonderreich, das Aegidius im Raum von Soissons geschaffen hatte und das sich unter Syagrius bis 486/87 halten konnte.
Kurz nach der Schlacht von Angers 469/70 gelang es gallorömischen Truppen, wahrscheinlich im Bündnis mit Childerich, jedenfalls aber in Kooperation mit fränkischen Truppen, die Sachsen, die sich an der Loiremündung festgesetzt hatten, zu vertreiben. Beide Textstellen bei Gregor (Historiae 2,18 f.) beruhen sehr wahrscheinlich auf derselben heute verlorenen Quelle, den sogenannten Annalen von Angers. In der Forschung wird bisweilen versucht, den Sachsenführer Adovacrius mit dem im Bericht Gregors von Tours kurz darauf erwähnten Odovacrius in Verbindung zu bringen, was aber umstritten ist. Odovacrius wird meistens mit Odoaker gleichgesetzt, der später im Jahr 476 den letzten weströmischen Kaiser in Italien absetzte und dort bis 493 herrschte. Es ist jedoch unwahrscheinlich, dass Odoaker der Anführer der erwähnten sächsischen Plünderer war. Childerich schloss jedenfalls mit Odovacrius ein Bündnis gegen Alamannen (gemeint sind vielleicht auch Alanen), die nach Gallien vorgedrungen waren, doch sind keine Details bekannt.

### Die letzten Jahre

Gallien beim Tod Childerichs I. im Jahr 481. Allerdings ist der genaue Umfang des Syagriusreichs und der fränkischen Territorien unsicher.

Childerichs Einflussgebiet war nicht allzu ausgedehnt, es beschränkte sich weitgehend auf Nordgallien bis zur Loire. Der Loireraum scheint zumindest bis 470 auch das Gebiet gewesen zu sein, wo Childerich hauptsächlich operierte. Hauptgrund dürften die weiterhin ausreichenden Ressourcen dieser Region gewesen sein, wo sich auch das Haupteinflussgebiet des Aegidius und später des Syagrius befand und wo es wiederholt zu Kampfhandlungen gekommen war, wie mit den sächsischen Plünderern unter Adovacrius.
Childerich hat wohl außerdem versucht, im Raum Paris Einfluss zu gewinnen, allerdings hatte er hier letztendlich keinen bleibenden Erfolg. Darauf spielen vermutlich die legendär ausgeschmückten Berichte in der um 520 entstandenen Vita der Genoveva von Paris an. Demnach hat Childerich Paris zehn Jahre belagert, was wahrscheinlich eine Anspielung auf die legendäre Belagerung Trojas darstellt. Childerich mag aber im Verlauf seiner Feldzüge im Pariser Becken eine Blockade der Stadt durchgeführt haben. Genoveva scheint mit Childerich in Kontakt getreten zu sein. Sie konnte vielleicht erfolgreich vermitteln, doch sind keine Details überliefert.
Ansonsten wird Childerich nach 469/70 nicht mehr in den Quellen erwähnt. Es ist anzunehmen, dass er in den 470er Jahren mit der verstärkten und erfolgreichen Expansion der Westgoten unter König Eurich zu kämpfen hatte. In diesem Zusammenhang ist es möglich, dass Childerich seine Herrschaft auf den Kernraum von Tournai beschränkte und dieses Gebiet als Rückzugsgebiet nutzte, nachdem er zuvor stets weiter südlich agiert hatte. Childerich scheint nach 470 nicht mehr im Loireraum aktiv geworden zu sein, zumindest findet sich dazu nichts in den Quellen. Einige Forscher betrachten ihn hingegen bis zu seinem Tod als den wichtigsten Machtfaktor nördlich der Loire.
Childerich starb 481/2. Sein Sohn Chlodwig folgte ihm im Sinne eines Heerkönigs als rex seiner Truppen (die gerade nicht mehr Teil eines römischen Heeresverbands waren) und andererseits als administrator (hier noch orientiert an bekannter römischer Staatlichkeit) der Provinz Belgica secunda nach. In Tournai wurde Childerich mit den Insignien eines römischen Offiziers, bekleidet mit dem paludamentum (einem Prunkmantel hoher römischer Offiziere) und mit weiteren reichen Beigaben bestattet. Eine solche prunkvolle Bestattung hatte nicht zuletzt eine hohe symbolische Bedeutung; sie deutet sowohl auf das Prestige des Toten hin als auch auf die vom Nachfolger betriebene Erinnerungspflege. Chlodwig konnte damit symbolisch unterstreichen, dass die Merowinger weiterhin eine wichtige politische Rolle in Gallien spielen wollten und zugleich weiterhin dem Imperium Romanum angehörten. Die späteren Aktionen Chlodwigs belegen, dass dieser sehr ambitioniert war.

### Stellung und Bedeutung Childerichs
Childerich stand in seiner Doppelrolle als fränkischer Fürst und römischer Befehlshaber noch voll und ganz in der Tradition der spätrömischen Militäraristokratie Galliens und stützte seine Macht auf die weiterhin arbeitenden ehemaligen römischen Rüstungsbetriebe (fabricae) in seiner Residenz Tournai, was einen erheblichen Vorteil darstellte. Dort war auch der Sitz seiner militärischen und zivilen Statthalterschaft, worauf sich der von Bischof Remigius gebrauchte Begriff administratio bezieht. Diese Bündelung politischer und militärischer Befugnisse war für einen Foederatenbefehlshaber untypisch und weist auf die durchaus bedeutende Stellung Childerichs hin. Diese Stellung ist vielleicht von einem römischen Amtsträger formal legitimiert worden. Oft wird vermutet, er habe als römischer Sprengelkommandeur eine höhere Autorität als andere Foederatenführer genossen. Childerichs Machtaufstieg erfolgte im Rahmen des Auflösungsprozesses der römischen Herrschaft in Gallien, aber nicht in offener Konfrontation mit dem Imperium. Er sei denn auch als „ein in römischen Diensten stehender Anführer einer spätrömischen Armee zu klassifizieren, der zum militärischen und zivilen Verwalter der Provinz Belgica Secunda aufstieg“.
Bisweilen wurde außerdem angenommen, Childerich habe sich früh formal dem oströmischen Kaiser in Konstantinopel unterstellt und sei von diesem finanziell unterstützt worden. Ian N. Wood zufolge deutet die auffällige Menge an oströmischen Münzen im Grab Childerichs auf eine Unterstützung durch den oströmischen Kaiser hin. Dieser Auffassung folgt auch Heike Grahn-Hoek, wonach dem exilierten Childerich „eine Initiative mit dem Ziel, mit oströmisch-kaiserlicher Unterstützung wieder in seine Herrschaft eingesetzt zu werden, durchaus zuzutrauen war“. Eugen Ewig hielt es ebenfalls für wahrscheinlich, dass oströmische Hilfsgelder, vermittelt über weströmische Stellen, an Childerich geflossen sind; direkte Kontakte mit Konstantinopel vor 476 hielt er hingegen für unwahrscheinlich. Die Münzfunde in Childerichs Grab deuten zumindest auf gewisse Kontakte zum (ost-)römischen Kaiserhof hin, wenngleich das Geld eventuell auch nur indirekt an Childerich geflossen sein mag, zumal Konstantinopel im 5. Jahrhundert mehrmals Hilfszahlungen an Westrom geleistet hat, um die weströmische Regierung zu stabilisieren. Martina Hartmann deutet die Münzfunde ebenfalls als oströmische Subsidien, die Childerich für seine Dienste im Kampf gegen Reichsfeinde in Gallien erhielt; hierzu passe Childerichs Doppelrolle als fränkischer Stammesführer und römischer Foederatengeneral.
Wenngleich das genaue Verhältnis zwischen Childerich/Chlodwig und Aegidius/Syagrius offenbleiben muss, ist wohl zumindest ein zeitweiliges Konkurrenzverhältnis von Franken und Gallorömern im zerfallenden weströmischen Gallien anzunehmen. In der neueren Forschung ist plausibel vermutet worden, dass Aegidius und Childerich jahrelang Rivalen um die Kontrolle der Überreste der weströmischen Armee in Gallien (dem exercitus Gallicanus) gewesen seien. Indem sich Childerich und Chlodwig in diesem Konflikt letztlich gegen Aegidius und seinen Sohn Syagrius durchsetzen konnten, hätten sie die entscheidende Grundlage für den Erfolg der Merowinger gelegt, die von dem staatlichen Erosionsprozess des Westreichs, dessen Regierung immer mehr die Kontrolle über die Provinzen außerhalb Italiens entglitt, erheblich profitierten.
Childerich war ein nicht unbedeutender fränkischer Heerkönig (bzw. nach neueren Interpretationen ein Warlord), der offenbar gute Beziehungen zur gallorömischen Elite unterhielt und die unruhige Lage in Gallien zu seinen Gunsten nutzte. Er hat es verstanden, seine eigene Machtposition in Gallien insgesamt zu festigen, besonders nach dem Tod des Aegidius. Auf dieser Grundlage konnte sein Sohn Chlodwig aufbauen und das bedeutendste romanisch-germanische Nachfolgereich im Westen schaffen.

## Das Childerichgrab

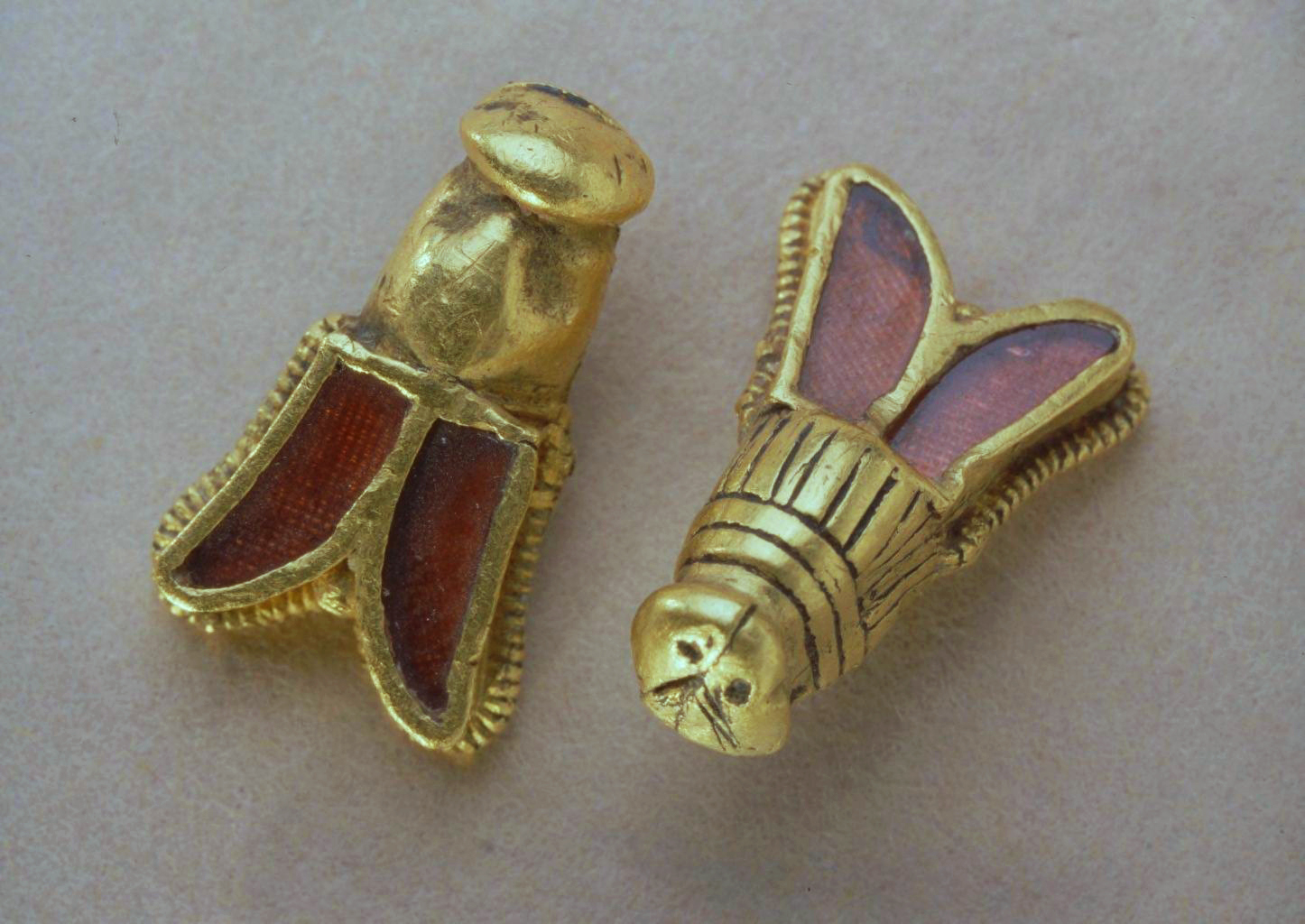
Erhaltene Grabbeigaben Childerichs (Goldbienen)

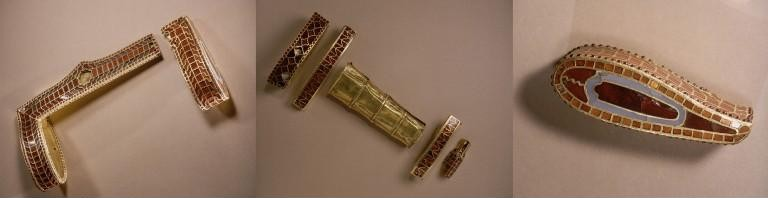
Dekorationselemente besetzt mit Granatsteinen von Scheide und Griff des Kurzschwerts (sax)

Das Grab Childerichs wurde am 27. Mai 1653 bei Ausschachtungsarbeiten zum Bau eines Hospizes in der Nähe der Kirche Saint-Brice in Tournai (Provinz Hennegau) in den damaligen Spanischen Niederlanden (heute in Belgien) von einem Arbeiter entdeckt. Das Grab enthielt prunkvolle Beigaben an Waffen, wie Spatha, Sax, Lanze, Franziska und Schildbuckel, außerdem wertvollen Schmuck wie eine goldene Zwiebelknopffibel, einen goldenen Armring sowie mehrere Gold- und Silbermünzen. Die jüngsten Goldmünzen stammen dabei aus der Zeit des oströmischen Kaisers Zeno (474 bis 491). Der Spathagriff, Teile des Saxfutterals sowie zahlreiche Schnallen und Applikationen waren aus Gold und mit umfangreichen Cloisonné- und Almandinverzierungen versehen. Angeblich etwa 300 goldene Anhänger in Bienenform sollen zum Besatz eines Brokatmantels gehört haben. Durch einen Siegelring mit einem stilisierten Porträt und der Umschrift CHILDIRICI REGIS konnte das Grab eindeutig identifiziert werden. Damit ist Childerich zugleich der erste historisch absolut gesicherte Merowinger, da seine Vorgänger nur in wenigen erzählenden Quellen belegt sind.
Der Arzt und Altertumsforscher Jean Jacques Chiflet (1588–1673) untersuchte und beschrieb mit außergewöhnlicher Sorgfalt die Grabbeigaben, ließ Kupferstiche davon anfertigen und veröffentlichte sie 1655 in seinem Werk Anastasis Childerici I. Francorum regis in lateinischer Sprache. Dabei vertrat Chiflet im Rahmen der damaligen Auseinandersetzungen zwischen Frankreich und dem Haus Habsburg eine pro-habsburgische Haltung und bestritt den Anspruch der französischen Könige, Nachkommen der Merowinger zu sein. Der damalige Statthalter der Spanischen Niederlande, Erzherzog Leopold Wilhelm, nahm den Schatz nach seinem Amtsrücktritt nach Wien mit. 1665 ging er als Geschenk an den französischen König Ludwig XIV. nach Paris, als Dank für französische Unterstützung gegen die Türken. Dort wurde der Schatz in der Königlichen Bibliothek, der späteren Französischen Nationalbibliothek, verwahrt. Nach der Französischen Revolution zeigte sich Napoleon Bonaparte von dem Schatz so beeindruckt, dass er die Childerich-Bienen als Wappensymbol an die frühere Stelle der Bourbonen-Lilie setzte. In der Nacht vom 5. auf den 6. November 1831 wurden der Schatz und einige weitere wertvolle Objekte aus der Nationalbibliothek gestohlen. Die Diebe schmolzen einen Teil ihrer Beute ein. Nur ein Bruchteil des Childerich-Schatzes, darunter zwei der Bienen, konnte wiedergefunden werden. Von den vielen Beigaben, die das Grab enthielt, sind heute nur noch wenige Stücke im Original erhalten. Chiflets detaillierte Illustrationen, seine ausführlichen Beschreibungen sowie einige Reproduktionen aus Wien ermöglichen es jedoch, Aussehen und Umfang der Grabbeigaben zu rekonstruieren.
Bei neuen Ausgrabungen in den 1980er Jahren wurden weitere Gräber ausgemacht, die zu einem fränkischen Gräberfeld gehören. Ebenso wurden im Abstand von 15 bis 20 m zur vermuteten Position des Childerichsgrabs Reste 21 geopferter Pferde ohne Schirrung gefunden. Sie werden in das späte 5. Jahrhundert datiert und Childerich zugerechnet. Dies wird als Beleg dafür interpretiert, dass Childerich nicht christianisiert war, worauf auch die anderen Grabbeigaben hindeuten. Genauere Aussagen über die pagane Religion des Merowingers sind aber kaum möglich. Die Pferdegräber können vielleicht auf Einflüsse aus dem Thüringerreich hindeuten, bei den Franken waren sie ansonsten unüblich. Andere Forscher haben das Hügelgrab mit den damals bei den Hunnen üblichen Anlagen in Beziehung gesetzt.
Das Grab gehört zu einer kleinen Gruppe von reichen Fürstengräbern der Völkerwanderungszeit. Es ist der einzige reiche Grabfund dieser Zeit, der genauer datierbar und außerdem einer historischen Person zuzuordnen ist. Der Siegelring und die römische Amtsbekleidung deuten auf die Intention hin, trotz der „barbarischen“ Bestattungsform einen römischen Charakter zu vermitteln. Die Ausstattung belegt daher die Doppelrolle Childerichs als fränkischer Heerkönig und spätrömischer Befehlshaber. Die Beigaben sollten die Macht und das Prestige des Toten bezeugen und hatten somit eine nicht zu unterschätzende symbolische Bedeutung. Allerdings ist in der neueren Forschung umstritten, ob alle Funde nur Childerich zuzuordnen sind oder ob es noch weitere Grabgruppen gegeben hat. Ebenso wird die historische Einordnung der Grabfunde diskutiert: Bezieht man die Funde nur auf Childerichs Residenz Tournai, erscheint er eher als ein begrenzt agierender „Civitaskönig“; andererseits lassen sie sich auch in den historischen Gesamtkontext eines in größerem Rahmen operierenden römischen Befehlshabers einordnen.